# Coupe du monde de football ConIFA 2016
Navigation
Édition précédente Brava 2018
La Coupe du monde de football ConIFA 2016 est la deuxième édition de la Coupe du monde de football ConIFA, un tournoi international de football pour les États, les minorités, les apatrides et les régions non affiliées à la FIFA organisée par ConIFA,,,,.
Le tournoi a été organisé par la Fédération de football d'Abkhazie, l'équipe d'Abkhazie devenant également le premier pays hôte à remporter le tournoi face à l'équipe de Pendjab,,,,,.
À la suite de la Coupe d'Europe de football Conifa 2015, dans laquelle les équipes d'Abkhazie et d'Ossétie du Sud ont été refusées par le gouvernement hongrois, la ConIFA a annoncé qu'elle avait formulé de fortes objections à ce qu'ils considéraient comme une ingérence politique.
En conséquence, en juillet 2015, la ConIFA a annoncé que son Comité exécutif avait voté à l'unanimité pour attribuer la Coupe du monde de football 2016 à l'Abkhazie.
Elle a déclaré qu'en outre "la qualité de l'offre, la décision émettrait le message que la ConIFA défendrait tous ses membres.
Six nouvelles équipes font leur apparition pendant cette édition,,,,,.
Les matchs de la seconde édition sont diffusés en direct ainsi que diffusés sur youtube suivis par de nombreuses presses à travers le monde,.
Le tournoi s’ouvre sous les yeux des 7 000 à 8 000 spectateurs. Le show débute par un festival de son et lumière, des chorégraphies exécutées par des danseurs et des chanteurs en costume traditionnel, autour d’une scène investie par des musiciens. La cérémonie, s’achève par un feu d’artifice.

## Histoire

### Qualification au mondial 2016

Drapeau de l’Île de Man

Île de Man

Le processus de qualification a été conçu autour d'un certain nombre de tournois différents ; la ConIFA a d'abord annoncé que les trois premières équipes de la Coupe d'Europe de football Conifa 2015 participeront automatiquement à la seconde édition de la Coupe du monde de football ConIFA.
À la suite de cette décision, la ConIFA a annoncé qu'elle sélectionnerait un certain nombre de tournois amicaux mettant en vedette ses membres dans le cadre de la qualification, la première étant la Coupe Challenge Niamh,, un tournoi de quatre équipes organisé par Ellan Vannin (Ile de Man). Un autre tournoi, la Coupe du patrimoine de Hongrie,, est également la Coupe Benedikt Fontana organisé par la Rhétie. Les vainqueurs de ces tournois obtiendraient la qualification a la deuxième coupe du monde ConIFA.
En plus des hôtes et des équipes qui ont gagné l'accès au tournoi à travers le processus de qualification, la ConIFA a invité l'équipe représentant le peuple Aymara à devenir la première équipe sud-américaine à participer.

### Hôtes
En juin 2015, la ConIFA a annoncé que l'Abkhazie avait été choisie pour accueillir la seconde Coupe du monde de football ConIFA à Soukhoumi et Gagra, en Géorgie,. Le tournoi commence et se terminera entre le 28 mai et le 6 juin 2016, les matches sont répartis dans les stades du Dinamo Stadium de Soukhoumi d'une capacité de 4300 places et du Daur Akhvlediani Stadium de Gagra d'une capacité de 1500 places.
Les responsables géorgiens se sont plaints que le tournoi de la ConIFA est illégal, car il lui manque l'autorisation de la Géorgie.

### Villes et stades
| Soukhoumi       | Gagra                    |
| Dinamo Stadium  | Daur Akhvlediani Stadium |
| Capacité: 4.300 | Capacité: 1.500          |
|                 |                          |

### Participants
Les douze équipes participantes ont été divisées en trois pots de quatre pour la phase de groupes, ce qui les divise en quatre groupes de trois. Le tirage a été fait par le président de la ConIFA Per-Anders Blind à Luleå en Suède le 1er avril 2016.
Lors de sa première victoire face au Pays Sicule, le Kurdistan a dédié sa victoire aux combattants Peshmerga de la région irakienne,.

### Retraits
En décembre 2015, après l'avis du Bureau des Affaires étrangères et du Commonwealth sur les préoccupations de sécurité concernant les déplacements en Abkhazie, l'Alliance indépendante de football de Manx a annoncé que l'équipe Ellan Vannin se retirerait de la Coupe du monde et participerait à la prochaine Coupe d'Europe 2017. Par la suite, l'équipe Aymara et le Comté de Nice se sont également retirés.
En mars 2016, la ConIFA a annoncé que la Padanie avait été expulsée du tournoi en raison d'irrégularités de procédure, pour être remplacée par le Pays sicule.
En mai 2016, trois semaines avant le début du tournoi, la ConIFA a annoncé que l'équipe des Roms avait été forcée de se retirer du tournoi en raison de difficultés à obtenir des documents de voyage pour son équipe. La Padanie, qui avait été expulsée, fut invitée à prendre la place de l'équipe des Roms.

### Équipes participantes
| Groupe A                                | Groupe B                                                    | Groupe C                                           |
| --------------------------------------- | ----------------------------------------------------------- | -------------------------------------------------- |
| Abkhazie Pendjab Chypre du Nord Padanie | Laponie Coréens Unis au Japon Arménie occidentale Kurdistan | Pays sicule Somaliland Rhétie Archipel des Chagos, |

## Tournoi

### Phase de groupes

#### Groupe A

##### Classements et résultats
| Équipe              | J | V | N | D | BM | BE | DB  | Pts |
| ------------------- | - | - | - | - | -- | -- | --- | --- |
| Abkhazie            | 2 | 2 | 0 | 0 | 10 | 0  | +10 | 6   |
| Arménie occidentale | 2 | 1 | 0 | 1 | 12 | 1  | +11 | 3   |
| Archipel des Chagos | 2 | 0 | 0 | 2 | 0  | 21 | -21 | 0   |

| 29 mai 2016 | Abkhazie | 9 - 0 | Archipel des Chagos | Dinamo Stadium Soukhoumi Abkhazie Géorgie |
|             | Dmitri Kortava 18e · Vladimir Argun 19e · Dmitri Akhba 34e · Albert Prus 39e 43e · Ruslan Shonoya 47e 57e · Astamur Tarba 50e · Victor Pimpia 88e |       |                     |                                           |
|             | (Rapport) |       |                     |                                           |

| 30 mai 2016 | Arménie occidentale | 12 - 0, | Archipel des Chagos | Dinamo Stadium Soukhoumi Abkhazie Géorgie |
|             | David Ghandilyan 3e 20e 30e 34e 45e 53e · Tamaz Avolyan 55e · Armen Kapikyan 58e 81e · Ruslan Trabzon 64e · Vahagn Militosyan 69e · Hirac Yagan 73e |         |                     |                                           |
|             | (Rapport) |         |                     |                                           |

| 31 mai 2016 | Abkhazie          | 1 - 0 | Arménie occidentale | Dinamo Stadium, Soukhoumi Abkhazie Géorgie |
|             | Dmitri Kortava 9e |       |                     |                                            |
|             | (Rapport)         |       |                     |                                            |

#### Groupe B

##### Classements et résultats
| Équipe                | J | V | N | D | BM | BE | DB | Pts |
| --------------------- | - | - | - | - | -- | -- | -- | --- |
| Kurdistan             | 2 | 2 | 0 | 0 | 6  | 0  | +6 | 6   |
| Coréens Unis au Japon | 2 | 1 | 0 | 1 | 1  | 3  | -2 | 3   |
| Pays sicule           | 2 | 0 | 0 | 2 | 0  | 4  | -4 | 0   |

| 29 mai 2016 | Kurdistan                                                | 3 – 0 | Pays sicule | Dinamo Stadium Soukhoumi Abkhazie Géorgie |
|             | Farhang Wriya 34e · Farahan Shakor 55e · Hunar Ahmed 73e |       |             |                                           |
|             | (Rapport)                                                |       |             |                                           |

| 30 mai 2016 | Coréens Unis au Japon | 1 – 0 | Pays sicule | Dinamo Stadium Soukhoumi Abkhazie Géorgie |
|             | Lee Son-Chon 60e      |       |             |                                           |
|             | (Rapport)             |       |             |                                           |

| 31 mai 2016 | Coréens Unis au Japon | 0 – 3 | Kurdistan                                             | Dinamo Stadium Soukhoumi Abkhazie Géorgie |
|             |                       |       | 27e Diyar Rahman · 45e Miran Khesro · 73e Hunar Ahmad |                                           |
|             | (Rapport)             |       |                                                       |                                           |

#### Groupe C

##### Classements et résultats
| Équipe         | J | V | N | D | BM | BE | DB  | Pts |
| -------------- | - | - | - | - | -- | -- | --- | --- |
| Chypre du Nord | 2 | 2 | 0 | 0 | 9  | 1  | +8  | 6   |
| Padanie        | 2 | 1 | 0 | 1 | 7  | 2  | +5  | 3   |
| Rhétie         | 2 | 0 | 0 | 2 | 0  | 13 | -13 | 0   |

| 29 mai 2016 | Chypre du Nord                  | 2 - 1 | Padanie              | Daur Akhvlediani Stadium Gagra Abkhazie Géorgie |  |
|             | Ünal Kaya 62e · Halil Turan 67e |       | 48e Matteo Prandelli |                                                 |  |
|             | (Rapport)                       |       |                      |                                                 |  |

| 30 mai 2016 | Padanie                                                            | 6 - 0 | Rhétie | Daur Akhvlediani Stadium Gagra Abkhazie Géorgie |
|             | Mercorillo Nicolo · Rota Andrea · Prandelli Matteo 21e 35e 54e 61e |       |        |                                                 |
|             | (Rapport)                                                          |       |        |                                                 |

| 31 mai 2016 | Chypre du Nord                                                                          | 7 - 0 | Rhétie | Daur Akhvlediani Stadium Gagra Abkhazie Géorgie |
|             | Turan Halil 81e 87e · Sadiklar Hüseyin 73e · Ekingen Tansel 60e · Sonay Esin 5e 13e 48e |       |        |                                                 |
|             | (Rapport)                                                                               |       |        |                                                 |

#### Groupe D

##### Classements et résultats
| Équipe     | J | V | N | D | BM | BE | DB  | Pts |
| ---------- | - | - | - | - | -- | -- | --- | --- |
| Pendjab    | 2 | 2 | 0 | 0 | 6  | 0  | +6  | 6   |
| Laponie    | 2 | 1 | 0 | 1 | 5  | 1  | +4  | 3   |
| Somaliland | 2 | 0 | 0 | 2 | 0  | 10 | -10 | 0   |

| 29 mai 2016 | Somaliland | 0 - 5 | Laponie | Daur Akhvlediani Stadium Gagra Abkhazie Géorgie |
|             |            |       | 15e Lars Iver Strand · 50e Jarkko Lahdenmäki · 60e Jon Steinar Eriksen · 70e Stein Arne Mannsverk · 80e Hans Åge Yndestad |                                                 |
|             | (Rapport)  |       | |                                                 |

| 30 mai 2016 | Pendjab         | 1 - 0 | Laponie | Daur Akhvlediani Stadium Gagra Abkhazie Géorgie |
|             | Gurjit Singh 8e |       |         |                                                 |
|             | (Rapport)       |       |         |                                                 |

| 31 mai 2016 | Pendjab                                                         | 5 - 0 | Somaliland | Daur Akhvlediani Stadium Gagra Abkhazie Géorgie |
|             | Amar Purewal 30e 67e 80e · Arjun Purewal 38e · Gurjit Singh 74e |       |            |                                                 |
|             | (Rapport)                                                       |       |            |                                                 |

### Phase à élimination directe
|  | Quarts de finale      | Quarts de finale   |                |                | Demi-finales           | Demi-finales           |   |  | Finale             | Finale             |
|  | Quarts de finale      | Quarts de finale   |                |                | Demi-finales           | Demi-finales           |   |  | Finale             | Finale             |
|  |                       |                    |                |                |                        |                        |   |  |                    |                    |
|  | 1 juin / Soukhoumi    | 1 juin / Soukhoumi |                |                | 4 juin / Soukhoumi     | 4 juin / Soukhoumi     |   |  | 5 juin / Soukhoumi | 5 juin / Soukhoumi |
|  | 1 juin / Soukhoumi    | 1 juin / Soukhoumi |                |                | 4 juin / Soukhoumi     | 4 juin / Soukhoumi     |   |  | 5 juin / Soukhoumi | 5 juin / Soukhoumi |
|  | Chypre du Nord        | 1 (4)              |                |                | 4 juin / Soukhoumi     | 4 juin / Soukhoumi     |   |  | 5 juin / Soukhoumi | 5 juin / Soukhoumi |
|  | Chypre du Nord        | 1 (4)              |                |                | 4 juin / Soukhoumi     | 4 juin / Soukhoumi     |   |  | 5 juin / Soukhoumi | 5 juin / Soukhoumi |
|  | Coréens Unis au Japon | 1 (2)              |                |                | 4 juin / Soukhoumi     | 4 juin / Soukhoumi     |   |  | 5 juin / Soukhoumi | 5 juin / Soukhoumi |
|  | Coréens Unis au Japon | 1 (2)              | Abkhazie       | 2              |                        |                        |   |  | 5 juin / Soukhoumi | 5 juin / Soukhoumi |
|  | 1 juin / Soukhoumi    |                    | Abkhazie       | 2              |                        |                        |   |  | 5 juin / Soukhoumi | 5 juin / Soukhoumi |
|  |                       | Chypre du Nord     | 0              |                |                        |                        |   |  | 5 juin / Soukhoumi | 5 juin / Soukhoumi |
|  | Abkhazie              | Chypre du Nord     | 0              | 2              |                        |                        |   |  | 5 juin / Soukhoumi | 5 juin / Soukhoumi |
|  | Abkhazie              |                    |                | 2              |                        |                        |   |  | 5 juin / Soukhoumi | 5 juin / Soukhoumi |
|  | Laponie               | 0                  |                |                |                        |                        |   |  | 5 juin / Soukhoumi | 5 juin / Soukhoumi |
|  | Laponie               | 0                  | Abkhazie       | 1 (6)          |                        |                        |   |  |                    |                    |
|  | 2 juin / Soukhoumi    |                    | Abkhazie       | 1 (6)          |                        |                        |   |  |                    |                    |
|  |                       | Penjab             | 1 (5)          |                |                        |                        |   |  |                    |                    |
|  | Penjab                | Penjab             | 1 (5)          | 3              |                        |                        |   |  |                    |                    |
|  | Penjab                | 4 juin / Soukhoumi |                | 3              |                        |                        |   |  |                    |                    |
|  | Arménie occidentale   | 2                  |                |                |                        |                        |   |  |                    |                    |
|  | Arménie occidentale   | 2                  | Penjab         | 1              |                        |                        |   |  |                    |                    |
|  | 2 juin / Soukhoumi    | 2 juin / Soukhoumi | Penjab         | 1              | Match pour la 3e place | Match pour la 3e place |   |  |                    |                    |
|  | 2 juin / Soukhoumi    | 2 juin / Soukhoumi |                | Padanie        | Match pour la 3e place | Match pour la 3e place | 0 |  |                    |                    |
|  | Padanie               | 2 (7)              | 5 juin / Gagra | 5 juin / Gagra |                        |                        | 0 |  |                    |                    |
|  | Padanie               | 2 (7)              | 5 juin / Gagra | 5 juin / Gagra |                        |                        |   |  |                    |                    |
|  | Kurdistan             | 2 (6)              |                | Chypre du Nord | 2                      |                        |   |  |                    |                    |
|  | Kurdistan             | 2 (6)              |                | Chypre du Nord | 2                      |                        |   |  |                    |                    |
|  |                       |                    |                |                |                        |                        |   |  | Padanie            | 0                  |
|  |                       |                    |                |                |                        |                        |   |  | Padanie            | 0                  |

#### Quarts de finale
| 1er juin 2016 | Coréens Unis au Japon | 1 – 1 | Chypre du Nord | Dinamo Stadium Soukhoumi Abkhazie Géorgie                                        |                                                                                  |
|               | On Song-Tae 54e       |       | 31e Unal Kaya  | Arbitrage : Dmitrii Zhukov, Andreev Aleksey, Sayod Zayniddinov, Arman Amirhanian | Arbitrage : Dmitrii Zhukov, Andreev Aleksey, Sayod Zayniddinov, Arman Amirhanian |
|               | (Rapport)             |       |                | Arbitrage : Dmitrii Zhukov, Andreev Aleksey, Sayod Zayniddinov, Arman Amirhanian | Arbitrage : Dmitrii Zhukov, Andreev Aleksey, Sayod Zayniddinov, Arman Amirhanian |
|               | Tirs au but 2 - 4     |       |                | Arbitrage : Dmitrii Zhukov, Andreev Aleksey, Sayod Zayniddinov, Arman Amirhanian | Arbitrage : Dmitrii Zhukov, Andreev Aleksey, Sayod Zayniddinov, Arman Amirhanian |

| 1 juin 2016 | Abkhazie               | 2 - 0 | Laponie | Dinamo Stadium, Soukhoumi Abkhazie Géorgie                                |                                                                           |
|             | Dmitri Kortava 35e 73e |       |         | Arbitrage : Osman Ozpasha, Azizoglu Sakir, Ozkurtulus Ahmet, Vitaly Mazin | Arbitrage : Osman Ozpasha, Azizoglu Sakir, Ozkurtulus Ahmet, Vitaly Mazin |
|             | (Rapport)              |       |         | Arbitrage : Osman Ozpasha, Azizoglu Sakir, Ozkurtulus Ahmet, Vitaly Mazin | Arbitrage : Osman Ozpasha, Azizoglu Sakir, Ozkurtulus Ahmet, Vitaly Mazin |

| 2 juin 2016 | Pendjab                 | 3 - 2 | Arménie occidentale                | Dinamo Stadium, Soukhoumi Abkhazie Géorgie                                      |                                                                                 |
|             | Amar Pureval 2e 36e 44e |       | 67e Tamaz Avolian · 79e Raffi Kaya | Arbitrage : Dmitrii Zhukov, Andreev Aleksey, Beregovoi Andrey, Arman Amirhanian | Arbitrage : Dmitrii Zhukov, Andreev Aleksey, Beregovoi Andrey, Arman Amirhanian |
|             | (Rapport)               |       |                                    | Arbitrage : Dmitrii Zhukov, Andreev Aleksey, Beregovoi Andrey, Arman Amirhanian | Arbitrage : Dmitrii Zhukov, Andreev Aleksey, Beregovoi Andrey, Arman Amirhanian |

| 2 juin 2016 | Padanie                              | 2 - 2 | Kurdistan                                             | Dinamo Stadium, Soukhoumi Abkhazie Géorgie |  |
|             | Luca Ferri 13e · Marco Garavelli 71e |       | 22e (csc) Matteo Prandelli · 25e Jassim Mohammed Haji |                                            |  |
|             | (Rapport)                            |       |                                                       |                                            |  |
|             | Tirs au but 7 - 6                    |       |                                                       |                                            |  |

### Tableau final

#### Demi-finales
| 4 juin 2016 | Abkhazie                            | 2 - 0 | Chypre du Nord | Dinamo Stadium, Soukhoumi Abkhazie Géorgie                                  |                                                                             |
|             | Levan Logua 9e · Ruslan Shoniya 69e |       |                | Arbitrage : Dmitrii Zhukov, Andreev Aleksey, Beregovoi Andrey, Vitaly Mazin | Arbitrage : Dmitrii Zhukov, Andreev Aleksey, Beregovoi Andrey, Vitaly Mazin |
|             | (Rapport)                           |       |                | Arbitrage : Dmitrii Zhukov, Andreev Aleksey, Beregovoi Andrey, Vitaly Mazin | Arbitrage : Dmitrii Zhukov, Andreev Aleksey, Beregovoi Andrey, Vitaly Mazin |

| 4 juin 2016 | Pendjab          | 1 - 0 | Padanie | Dinamo Stadium, Soukhoumi Abkhazie Géorgie |
|             | Jhai Dhillon 76e |       |         |                                            |
|             | (Rapport)        |       |         |                                            |

#### 3eplace
| 5 juin 2016 | Chypre du Nord                       | 2 - 0 | Padanie | Daur Akhvlediani Stadium Gagra Abkhazie Géorgie |
|             | Halil Turan 50e · Tansel Ekingen 79e |       |         |                                                 |
|             | (Rapport)                            |       |         |                                                 |

#### Finale
| 5 juin 2016 | Abkhazie | 1 - 1             | Pendjab | Dinamo Stadium, Soukhoumi Abkhazie Géorgie                                     |                                                                                |
| [ 65 ]      | Ruslan Shoniya 88e |                   | 57e Amar Purewal | Arbitrage : Osman Ozpasha, Azizoglu Sakir, Ozkurtulus Ahmet, Sayod Zayniddinov | Arbitrage : Osman Ozpasha, Azizoglu Sakir, Ozkurtulus Ahmet, Sayod Zayniddinov |
| [ 65 ]      | (Rapport) |                   | | Arbitrage : Osman Ozpasha, Azizoglu Sakir, Ozkurtulus Ahmet, Sayod Zayniddinov | Arbitrage : Osman Ozpasha, Azizoglu Sakir, Ozkurtulus Ahmet, Sayod Zayniddinov |
| [ 65 ]      | Anri Khagba · Anri Khagush · Dmitriy Akhba · Tarash Khagba · Ruslan Shoniya · Alan Robertovich Khugayev · Shabat Logua · Vladimir Argun | Tirs au but 6 - 5 | Amar Purewal · Radjpal Virk · Terlochan Singh · Karum Shanker · Jhai Dhillon · Aran Basi · Amarvir Sandhu · Aaron Minhas | Arbitrage : Osman Ozpasha, Azizoglu Sakir, Ozkurtulus Ahmet, Sayod Zayniddinov | Arbitrage : Osman Ozpasha, Azizoglu Sakir, Ozkurtulus Ahmet, Sayod Zayniddinov |

### Classement par tour

#### Premier tour
| 2 juin 2016 | Pays Sicule                                                                                        | 7 - 0 | Rhétie | Daur Akhvlediani Stadium Gagra Abkhazie Géorgie |
|             | Hodgyai László 16e 65e 84e · Jozsef Gazda 34e · Denes Csiki 45e · Ákos Kovacs 55e · Mate Peter 91e |       |        |                                                 |
|             | (Rapport)                                                                                          |       |        |                                                 |

| 2 juin 2016 | Somaliland | 3 - 2 | Archipel des Chagos | Daur Akhvlediani Stadium Gagra Abkhazie Géorgie |  |
|             |            |       |                     |                                                 |  |
|             | (Rapport)  |       |                     |                                                 |  |

| 3 juin 2016 | Arménie occidentale | 0 - 0 | Kurdistan | Dinamo Stadium Soukhoumi Abkhazie Géorgie                                      |
|             |                     |       |           | Arbitrage : Osman Ozpasha, Azizoglu Sakir, Ozkurtulus Ahmet, Sayod Zayniddinov |
|             | (Rapport)           |       |           |                                                                                |
|             | Tirs au but 6 - 5   |       |           |                                                                                |

| 3 juin 2016 | Coréens Unies au Japon | 1 – 2 | Laponie                                            | Dinamo Stadium Soukhoumi Abkhazie Géorgie |  |
|             | Kim Su-Yong 2e         |       | 9e Yndestad Hans-Åge · 61e Jannok Gällivare Mikael |                                           |  |
|             | (Rapport)              |       |                                                    |                                           |  |

#### Second tour
| 3 juin 2016 | Rhétie            | 3 - 3 | Archipel des Chagos | Daur Akhvlediani Stadium Gagra Abkhazie Géorgie |  |
|             |                   |       |                     |                                                 |  |
|             | (Rapport)         |       |                     |                                                 |  |
|             | Tirs au but 3 - 2 |       |                     |                                                 |  |

| 3 juin 2016 | Somaliland | 3 - 10 | Pays sicule                                                  | Daur Akhvlediani Stadium Gagra Abkhazie Géorgie |
|             |            |        | Petru Silion · Barna Vekas · Hodgyai László · István Hadnagy |                                                 |
|             | (Rapport)  |        |                                                              |                                                 |

| 4 juin 2016 | Laponie   | 3 - 0 | Arménie occidentale | Daur Akhvlediani Stadium, Gagra Abkhazie Géorgie |  |
|             |           |       |                     |                                                  |  |
|             | (Rapport) |       |                     |                                                  |  |

| 4 juin 2016 | Coréens Unies au Japon | 1 – 1 | Kurdistan | Daur Akhvlediani Stadium Gagra Abkhazie Géorgie |  |
|             | An Suug-Tae 90+5e      |       | 80e       |                                                 |  |
|             | (Rapport)              |       |           |                                                 |  |
|             | Tirs au but 4 - 2      |       |           |                                                 |  |

## Statistiques, classements et buteurs

### Classement final
| No | Équipe                | J | V | N | D | BM | BE | DB  | Pts |
| -- | --------------------- | - | - | - | - | -- | -- | --- | --- |
| 1  | Abkhazie              | 5 | 4 | 1 | 0 | 15 | 1  | +14 | 14  |
| 2  | Pendjab               | 5 | 4 | 1 | 0 | 11 | 3  | +8  | 13  |
| 3  | Chypre du Nord        | 5 | 3 | 1 | 1 | 12 | 4  | +8  | 10  |
| 4  | Padanie               | 5 | 1 | 1 | 3 | 9  | 6  | +3  | 4   |
| 5  | Laponie               | 5 | 3 | 0 | 2 | 10 | 4  | +6  | 9   |
| 6  | Arménie occidentale   | 5 | 1 | 1 | 3 | 14 | 7  | +7  | 4   |
| 7  | Coréens Unis au Japon | 5 | 1 | 2 | 2 | 4  | 7  | -3  | 5   |
| 8  | Kurdistan             | 5 | 2 | 3 | 0 | 9  | 3  | +6  | 9   |
| 9  | Pays sicule           | 4 | 2 | 0 | 2 | 17 | 7  | +10 | 6   |
| 10 | Somaliland            | 4 | 1 | 0 | 3 | 6  | 22 | -16 | 3   |
| 11 | Rhétie                | 4 | 0 | 1 | 3 | 3  | 23 | -20 | 1   |
| 12 | Archipel des Chagos   | 4 | 0 | 1 | 3 | 5  | 27 | -22 | 1   |

### Classement des buteurs
| 7 buts - Amar Purewal 6 buts - David Ghandilyan 5 buts - Matteo Prandelli - Dmitri Kortava - Hodgyai László 4 buts - Halil Turan - Ruslan Shoniya - Barna Vekas 3 buts - Esin Sonay - Petru Silion 2 buts - Albert Prus - Armen Kapikiyan - Tamaz Avolian - Hunar Ahmed - Gurjit Singh - Ünal Kaya - Tansel Ekingen 1 but contre son camp (csc) - Matteo Prandelli (en faveur du Kurdistan) | 1 but - Vladimir Argun - Dmitri Akhba - Astamur Tarba - Victor Pimpia - Levan Logua - Massis Kaya - Ruslan Trapizoyan - Vahagn Militosyan - Hiraç Yagan - Farhang Wriya - Harhan Shakor - Diyar Rahman - Miran Khesro - Jassim Mohammed Haji - Lee Son Chon - Song Tae On - Kim Su-Yong - An Suug-Tae - Nicolo Mercorillo - Andrea Rota - Luca Ferri - Marco Caravelli - Hüseyin Sadiklar - Lars Iver Strand - Jarkko Lahdenmäkl - Jon Steiner Eriksen - Stein Arne Mannsverk - Hans Age Yndestad - Jørgen Nilsen Jerijärvi - Arjun Purewal - Omar Rio Riaz - Moebarik Mohamad - István Hadnagy - Mate Peter - Denis Csiki - Ákos Kovacs - Jozsef Gazda |